# 또래와 뚜리
《또래와 뚜리》는 MBC에서 1988년 5월 9일부터 이듬해 4월 28일까지 방영되었던 어린이 드라마로, 산골 오지의 분교를 배경으로 일어나는 일과를 일기 형식으로 그렸다. mbc에는 해당 드라마를 보유하고 있지 않아 드라마를  dvd로 요청해도 판매 불가능하다.

## 출연
- 전운(분교장)
- 김선영(유 선생)
- 박상조(일두 아버지)
- 김동주(일두 어머니)
- 홍순창(양란 아버지)
- 신신애(양란 어머니)
- 박영태(신 선생)
- 임예진(신 선생 부인)
- 유퉁(왕돌)
- 서갑숙(순임)
- 정미경(정순)
- 박경순(집배원)
- 김찬구(성탁 아버지)
- 서권순(성탁 어머니)
- 박종설, 안용남, 엄성모, 임수택, 문상렬, 김수정, 최형주, 이진아, 박진옥, 황성탁, 조현철, 양동근, 정진강, 박춘길, 최미경, 김양희, 전은이, 김희영, 안지영, 명보현, 반효진, 이문주, 심재원, 임장환

## 방영목록
제1화 우리는 산 비둘기
제2화 찰거머리와 슬그머니
제3화 수상한 사람들
제4화 나도 못난이
제5화 우리친구 삐삐
제6화 비밀지키기
제7화 저희들이 있잖아요
제8화 상호는 못말려
제9화 너의 집은 어디냐
제10화 오줌싸개 클럽
제11화 첫번째 으뜸상
제12화 대장뽑기
제13화 너희들의 7월
제14화 동전 다섯개
제15화 재미의 꽃잎
제16화 딸이면 어때요
제17화 춘향이가 누구예요
제18화 닭싸움 집안싸움
제19화 우리들의 7월
제20화 이른 삼중창
제21화 짝이 바뀌었네
제22화 미치광이 풀소동
제23화 우리는 닮은꼴
제24화 폐광속의 미라
제25화 꿈속의 머치나라
제26화 산개구리 섬에 오르다
제27화 신들의 땅
제28화 백색 비상전
제29화 무당의 춤
제30화 비상섬 해제
제31화 머치골 수비대
제32화 새 신을 신고
제33화 내 작품 어때요
제34화 어머니와 아들
제35화 연수를 기다리며
제36화 황기순 대소동
제37화 꿀벌 성내다
제38화 도둑지키기
제39화 우리춤 동네춤
제40화 외로운 떠돌이
제41화 하루가 없어졌네
제42화 모닥불 피워놓고
제43화 아 심심해
제44화 편지쓰기
제45화 회장뽑기
제46화 아름다움 찾기
제47화 아빠는 고집장이
제50화 꿀밤
제51화 손에 손잡고
제52화 머치골 문방구
제53화 서로 믿기
제54화 끼리반 청개구리
제55화 아빠코는 딸기코
제56화 친구야 친구
제57화 밤도둑
제58화 하얀마음
제59화 잔디깎는 소녀
제60화 벼 베는날 즐거운 날
제61화 우리동네 맑은동네
제62화 분교장님 어디가세요
제63화 우리아빠 증산왕
제64화 정든 내친구야
제65화 서울에서 온 손님
제66화 하필이면 오늘
제67화 우리동네
제68화 생일선물
제69화 이두는 용감해
제70화 투명인간
제71화 아 외롭고 싶다
제72화 우정인지 뭔지
제73화 그림 비밀
제74화 이웃돕기
제75화 가을편지
제76화 야외학습
제77화 하얀반달
제78화 그건 내꺼야
제79화 가을 떡잔치
제80화 효도합시다
제81화 부끄러운 장려상
제82화 남과 여
제83화 도둑맞은 우유(전편)
제84화 도둑맞은 우유(후편)
제86화 선생님 참으세요(전편)
제87화 선생님 참으세요(후편)
제88화 고모와 다람쥐
제89화 하얀 월계관
제90화 김장 하던 날
제91화 소방훈련
제92화 비밀놀이
제93화 내가 넘버원
제94화 펄펄 눈이 옵니다
제95화 눈처럼 하얗게
제96화 엄나무집의 유령
제97화 우리들의 머치궁전
제98화 할머니와 종소리
제99화 노루사냥
제100화 신년대소동
제101화 겨울방학 특집 옛날옛적에
제102화 공포의 황금팔찌
제103화 색소폰 부는 삼촌
제104화 연수 놀러왔네
제105화 서로 돕기
제106화 방학숙제
제107화 할아버지의 명주
제108화 졸업이야기
제109화 마지막우정
제110화 가는사람 오는사람
제111화 영어공부
제112화 머치골의 자전거
제113화 부끄럽지 않아요
제114화 어른이 되고 싶어
제115화 이삿짐 수송작전
제116화 겉모습이 아니예요
제117화 반장선거
제118화 아우사랑 언니사랑
제119화 뚜리반은 외로워
제120화 나도 선생님
제121화 농구대결
제122화 김칫독에 빠진사연
제123화 내 도시락 어디갔지
제124화 강아지 소동
제125화 강아지야 안녕
제126화 화내지 않기
제127화 희영이는 못말려
재128화 호박과 검은별
제129화 맞을까 틀릴까
제130화 엄마의 미역국
제131화 그건 꿈이야
제132화 짜장면이 좋아요
제133화 희영이 바람났네
제134화 이두를 심자
제135화 봄 편지
제136화 용감한 형제
제137화 독감주의보
제138화 아버지의 모습
제139화 이두의 기도
제140화 불어라 봄바람
제141화 고모 선보던 날
제142화 머치공화국 만세
제143화 빗속을 나랑히
제144화 우체국 놀이
제145화 내가 꼴찌야
제146화 저축상
제147화 상호는 심각해
제148화 난 뭘하지
제149화 (마지막회) 공포의 봄소풍